# Comuna de Tczów
Tczów (polaco: Gmina Tczów) é uma gminy (comuna) na Polónia, na voivodia de Mazóvia e no condado de Zwoleński. A sede do condado é a cidade de Tczów.
De acordo com os censos de 2004, a comuna tem 4906 habitantes, com uma densidade 68 hab/km².

## Área
Estende-se por uma área de 72,12 km², incluindo:
- área agrícola: 88%
- área florestal: 7%

## Demografia
Dados de 30 de Junho 2004:
|                      | Total   | Total | Mulheres | Mulheres | Homens  | Homens |
| -------------------- | ------- | ----- | -------- | -------- | ------- | ------ |
|                      | pessoas | %     | pessoas  | %        | pessoas | %      |
| População            | 4906    | 100   | 2388     | 48,7     | 2518    | 51,3   |
| Densidade (pop./km²) | 68      | 100   | 33,1     | 33,1     | 34,9    | 34,9   |

De acordo com dados de 2002, o rendimento médio per capita ascendia a 1375,95 zł.

## Subdivisões
- Bartodzieje, Borki, Brzezinki Nowe, Brzezinki Stare, Janów, Józefów, Julianów, Kazimierzów, Lucin, Podzakrzówek, Rawica Nowa, Rawica Stara, Tczów, Tynica, Wincentów.

## Comunas vizinhas
- Gózd, Kazanów, Skaryszew, Zwoleń